# Le Mesnillard
Le Mesnillard település Franciaországban, Manche megyében. Lakosainak száma 251 fő (2022. január 1.). Le Mesnillard Reffuveille, Isigny-le-Buat, Juvigny les Vallées és Grandparigny községekkel határos.

## Népesség
A település népességének változása:
| Lakosok száma | 420  | 344  | 301  | 279  | 279  | 282  | 260  | 248  | 247  | 251  |
|               | 1968 | 1982 | 1990 | 2006 | 2013 | 2015 | 2017 | 2019 | 2020 | 2022 |